# 撞毀大笨鐘
〈撞毀大笨鐘〉是英國電視劇《異世奇人》系列1的第4集，於2005年4月16日在BBC One首播。本劇的編劇為拉塞爾·T·戴維斯，基思·保克負責執導。演員方面，除了常設的基斯杜化·艾克斯頓飾演博士和比莉·派佩飾演羅斯·泰勒（Rose Tyler）外，潘娜洛普·威爾頓所扮演的哈莉特·鐘斯和安納·畢蘭特所演的瑪格麗特·本蘭也有很重的戲份。
在這集節目裡，博士和泰勒回到現今的倫敦，卻因出錯而遲了一年才來到目的地，這使得泰勒之母積奇和男友維奇猜忌博士。與此同時，一太空船在撞毀地標大笨鐘後垂落於泰晤士河。後來，博士在幾翻波折下才發現這是外星族人斯里汀（Slitheen）的陰謀，而餘下的劇情則在下一集《第三次世界大戰》中交代。此外，劇集原先打算加入時任首相貝理雅遭到斯里汀殺害的一幕，但因技術理由而未能成事。最終，這集在首播時英國共有763萬人收看，影評人給予的評價由正面到負面都有。

## 劇情
博士和泰勒四處遊歷後打算回到現今的倫敦，卻因TARDIS出錯使二人由離開現代世界半天變為整整一年。看見消失多時的女兒突然重現眼前，母親積奇又驚又喜，她連翻追問泰勒這年間到底身到何方，泰勒深知不能解釋為去了時間旅行或是太空旅行，於是在有口難言下只好稱與博士到英國各地遊玩。泰勒的男友維奇顯然未能接受這說法，並質疑是博士誘拐她。此時，電視播出一不明飛行物體在碰到大笨鐘後緊墜於泰晤士河的新聞。博士和泰勒決定去當地走一趟以看過明白。
可是，由於倫敦中部已被警察封鎖，二人因而無法進入當地。不久後，政府人員在飛船中找到一具相信是外星人的屍體。有見及此，博士乘坐TARDIS到存放外星人的停屍間，卻發現那具所謂的屍體只不過是一頭被外星科技改造的豬，而那艘飛船的起飛地點居然是在北極。因此，博士認為此事大有可疑，卻說不出理由。另一方面，英國政府遲遲未能聯絡到首相，加上倫敦中部已經癱瘓，於是有關人員決定通過特別的法案﹕最先到達唐寧街10號的官員會成為代任首相。結果，「糖份管理委員會」委員長格連最先到達，並順理成章的出任代任首相一職。不久後，政府的兩名大臣布萊恩和查爾斯也隨之而來。三人立即進入會議室，並脫下了囊皮後奸笑起來。原來，這三人都是由外星族人斯里汀（Slitheen）假扮而成的。但是，這一幕卻被前來見首相的後座議員哈莉特·鐘斯無意中看到。
之後，博士和泰勒會合，但二人又被軍方人物護送到唐寧街10號。博士被要求與聯合情報特派組（UNified Intelligence Task force，UNIT）合作，以解開外星人之謎。鐘斯則告訴泰勒她之前看到的事，此後二人又發現到首相的屍體。可是，她們的行蹤被布萊恩發現，後者試圖追捕二人。另一邊廂，博士則嘗試說服眾專家在泰晤士河中找到的外星人屍體是假的。這時，格連有見計謀被揭破，於是企圖利用外星科技把包括博士在內的人一併電死。
劇集以此告終，接下來的劇情由續集〈第三次世界大戰〉繼續交代......

### 前後鏈接
系列1的主題「惡狼」（the bad wolf）在這集中再次出現。當博士和泰勒乘坐TARDIS回到倫敦後，一男孩在二人不為意下於TARDIS的外牆塗鴉，並寫上「惡狼」的字樣。另外，博士又曾向泰勒透露他已900歲了，而在舊版《異世奇人》第24季的首集中，博士的年紀是953歲。另一方面，軍事組織UNIT也在復活版《異世奇人》中首次提到，而事實上，在舊版本中，博士曾在與他們共事，但由於博士在重生後與他們失去聯絡而未再沒有合作。
在人物方面，博士於這一集曾多次戲弄維奇，又刻意稱他為里奇。在系列2的第5和第6集中，博士、泰勒和維奇無意中去到平行世界。在這兒，真的有一名與維奇長得一模一樣，而名為里奇的男子。負責研究外星人的病理學家佐藤敏子也於這集首次出場，此後，她成為《異世奇人》衍生劇《火炬木小組》的常規角色。不過，她在該劇所擔任的不是病理學家，而是電腦奇材。

## 製作

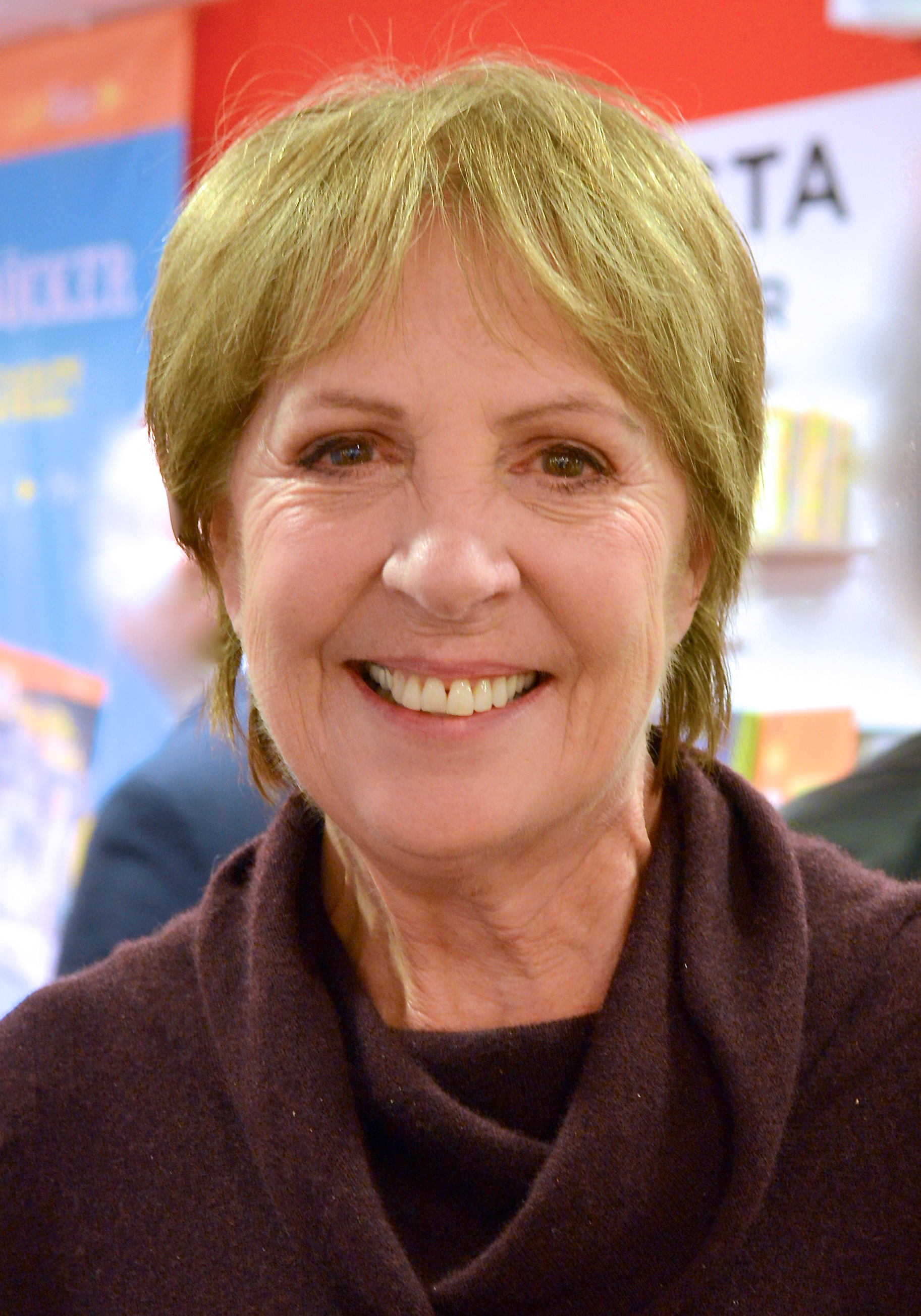
劇中的後座議員哈莉特·鐘斯是由英國演員潘娜洛普·威爾頓扮演，她還是《異世奇人》系列1和2某幾集中的主要角色。

本集的劇本由拉塞爾·T·戴維斯編寫，這是他在《異世奇人》中的第三部劇本。對於首相被外星族人斯里汀（Slitheen）所殺一幕，劇組起初打算把時任英國政府首腦貝理雅遇害搬上銀幕。因此，劇組找來了一名貌似貝理雅的演員飾演這角，然而，在試鏡時，劇組發現此人的外貌與貝理雅還是有所出入。故此，雖然首相被殺的劇情還是得到保留，但劇中並沒有提到首相的名字，也拍不到其面貌。另一方面，一些與貝理雅相關的劇情和對白也得到保留，比如鐘斯對泰勒感嘆自己難以成為「首相的寶貝」就是源於「貝理雅寶貝」這流行語。這句話其實是取自1997年英國大選。當時，貝理雅所率領的工黨在選舉中報捷，並歷史性地有101名女性議員當選，傳媒於是稱她們為「貝理雅寶貝」。
在選角方面，戴維斯在完成對哈莉特·鐘斯的人物設計後即想到由潘娜洛普·威爾頓出演此角，二人曾經在電視劇《包伯和萊斯》中有過合作機會。威爾頓在看過劇本後即被深深吸引，因而答應參演。另外，在劇中串演新聞報導員拉斯查·卡爾的是美國人泰恩莉·韋絲。在現實中，她的正職是新聞主播，並不時在包括《異世奇人》等電視劇扮演記者。
至於拍攝地點，豬型外星人的停屍間是威爾斯皇家醫務院。唐寧街10號的外景是取自於倫敦中部外貌相似的建築，其內景攝於格拉摩根谷的罕索爾城堡。
這集和下一集的預告片早於劇集上映前已經播出，這影響到這兩集的可觀性和收視。為此，BBC在隨後決定不再把分段式劇集的預告一同播放。

## 發行和反響
〈撞毀大笨鐘〉2005年4月16日晚上在英國BBC One首播。初步的收視報告指，英國當晚共有700萬人通過電視收看這集，收視率為34%。在隨後發佈的調查中，收看人數上升至763萬。在欣賞指數方面，這集的得分是82。《異世奇人》系列1的DVD也收錄了這集，並在2005年8月1日上市，它的再版則在同年11月21日發行。

### 專業評價
劇集取得混合的評價。布魯堡在《Now Playing》雜誌給了此集C的分數，他認為儘管豬型外星人的劇集相當有趣，但也同時指劇中對於泰勒失蹤一年後重現人間的情節處理得不夠深刻。2013年，《廣播時報》的帕特里克·穆爾肯恩在形容此集是「浮誇、愚蠢和令人失望的」，又批評艾克斯頓的演技欠奉。不過，穆爾肯恩欣賞威爾頓的演出，並指泰勒歸來的情節是可以接受的。娛樂報紙《影音俱樂部》為這一集打下B-的評分。主筆韋建士稱這集的執導和演出均出現了問題，使得劇集原可大加發揮的諷刺色彩變得平平無奇。另一方面，他又認為這集還可講述人類認識到外星人和斯里汀人的特點，但顯然劇集並沒有做到這點。
《誰是博士》（Who Is the Doctor）一書則給予此集較為正面的評價。影評家格雷姆·伯克表示雖然這集會讓劇迷又愛又恨，他本人卻十分喜歡這一集。他解釋斯里汀一角很討得他的歡心，又認為這角色的外型是刻意模仿舊版《異世奇人》中的外星人形象。同時，他覺得斯里汀扮成政要的劇情有諷刺政治家經常說空話之意。書中的另一名作家羅拔認為戴維斯是特意模仿舊版《異世奇人》的風格，又讚揚劇中的政治諷刺讓他留下印象。

## 資料來源
1. ↑  . BBC.   [2012-03-27]. （原始内容存档于2012-02-05）.
2. ↑  Burk and Smith p. 350
3. ↑  .   [2014-05-03]. （原始内容存档于2018-10-08）.
4. ↑  .   [2021-12-19]. （原始内容存档于2016-03-06）.
5. 1 2  Phil Collinson: DVD commentary for "World War Three"
6. ↑  Craig, Olga. . The Daily Telegraph. 2008-11-15  [3-1-2013]. （原始内容存档于2020-10-31）.
7. ↑   (新闻稿). BBC. 6-4-2005  [3-1-2013]. （原始内容存档于2021-01-26）.
8. ↑  Lachele Carl, John Barrowman, David Tennant. . 2012-09-29. BBC. BBC America. 缺少或|title=为空 (帮助)
9. 1 2  . BBC.   [2013-02-18]. （原始内容存档于2005-04-28）.
10. 1 2  A Mixture of Ozone and Sulphur (Aliens of London/World War III)  （页面存档备份，存于） Philipsandifer.com 2013 5 10
11. ↑  Timms, Dominic. . The Guardian. 2005-04-18  [2012-03-29]. （原始内容存档于2008-09-07）.
12. ↑  Russell, Gary. . London: BBC Books. 2006: 139. ISBN 978-0-563-48649-7.
13. ↑  Aliens of London （页面存档备份，存于） Doctor Who Statistics Central
14. ↑  Blumburg, Arnold T. . Now Playing. 2005-04-20  [1-12-2013]. （原始内容存档于2005-04-21）.
15. 1 2  Mulkern, Patrick. . Radio Times. 7-3-2013  [2013-11-27]. （原始内容存档于2013-12-03）.
16. 1 2  Wilkins, Alasdair. . The A.V. Club. 1-12-2013  [1-12-2013]. （原始内容存档于2013-12-03）.
17. 1 2 3  Burk and Smith? pp. 20-22
18. ↑  Burk and Smith? pp. 22-23